# Phyllonycteris major
Phyllonycteris major (Anthony, 1917) è un pipistrello della famiglia dei Fillostomidi vissuto in epoca storica nei Caraibi.

## Descrizione
Strettamente imparentata con P.poeyi dalla quale si distingueva per le dimensioni generali più grandi e una dentatura più robusta.

## Distribuzione e habitat
Questa specie è conosciuta soltanto attraverso resti fossili rinvenuti sulle isole di Porto Rico ed Antigua e datati dal tardo Pleistocene fino a circa 3.000 anni fa.